# Tabák László
Tabák László (Csíkszentmiklós, 1927. május 27. – Tel-Aviv, 2011. június 4.) erdélyi magyar újságíró, elbeszélő, műfordító.

## Életútja, munkássága
Középiskoláit Kolozsváron végezte, 1944-ben azonban a faji törvények megjelenésekor kizárták az iskolából s az év nyarán családjával együtt deportálták. Hazatérve előbb villanyszerelőként dolgozott, majd a kolozsvári Műszaki Főiskolán szerzett mérnöki oklevelet. A műszaki pálya helyett azonban újságíró lett: a kolozsvári Igazság belső munkatársa (1954–58); ezt követően ügyelő az Állami Magyar Színháznál. 1970–76 között, Izraelbe való kitelepedéséig A Hét külpolitikai rovatvezető szerkesztője Bukarestben. 1976 után a Tel-Avivban megjelenő Új Élet szerkesztője, 1990-től szerkesztőbizottsági tagja, 1994–96 között főszerkesztője; 1982-től az izraeli Idegen Nyelvű Írók Szövetsége magyar tagozatának elnöke.
Novellákat, irodalmi riportokat 1954-től közölt az Utunkban. Lírai hangvételű elbeszélésekben, humoros írásokban és szatírákban eleveníti meg a romániai, majd az izraeli életet. Egy írással szerepel A szétszórtság arénája c. antológiában (Stockholm–Budapest, 2003. Határtalan hazában).
Nehéz apának lenni és Ismeri-e Ádámot? című szatírasorozatai a Dolgozó Nőben jelentek meg. Fordított franciából, románból és németből.

## Kötetei
- Tajvan (Bukarest, 1958)
- Vészcsengő (humoros írások, Panek Zoltán előszavával. Bukarest, 1969. Forrás)
- Jelentés (Tel-Aviv, 1980)
- Lemondtam a világfelelősségről. Szatírák, novellák, humoreszkek; Eked, Tel-Aviv, 1981
- Társasutazás az időben (társszerző Rössel Mordehcháj; elbeszélések, karcolatok, esszék, Bnei-Brak, 1985)
- Üzenet a palackban. Szatírák és a Meztelen Igazság egyéb megjelenítési formái; Roi-Idán, Tel-Aviv, 1996

Társszerkesztője a Sălaj-Szilágy megye zsidóságának emlékkönyve (Bnei-Brak, 1989), munkatársa A szétszórtság arénája (Stockholm–Budapest,  2002) c. kötetnek.